# Macronyx fuelleborni
Macronyx fuelleborni е вид птица от семейство Стърчиопашкови (Motacillidae).

## Разпространение
Видът е разпространен в Ангола, Замбия, Демократична република Конго и Танзания.